# Анимационный дизайн
Анимационный дизайн, моушн-дизайн (англ. motion graphics) или графика движения — визуальное оформление для видео, телевидения и кино.
Создаётся в основном при применении компьютерных технологий (компьютерная графика), но нередко встречаются и работы, созданные при использовании классических приёмов съёмок на видео, в основном комбинированных или анимационных.
Применяется для создания видеоклипов, оформления телевизионного эфира, заставок телепередач, титров в кино, рекламных роликов, для световых проекций и в качестве отдельного вида искусства.
Последние годы моушн-дизайн также получил широкое применение в контент-маркетинге и рекламе. В связи с тем, что глобальная технологическая компания Cisco предполагала, что к 2022 году 82 % всего веб-трафика будет приходиться на видео, маркетологи и рекламодатели сосредоточили большую часть своих усилий на выпуске высококачественного фирменного видео- и анимационного графического контента.

## Графика движения, созданная на компьютере
Термин «графика движения» появился вместе с видеомонтажом, возможно, чтобы идти в ногу с новейшими технологиями. Перед тем как компьютеры стали общедоступны, графика движения была дорога и трудоёмка, что ограничило её использование в высокобюджетном кино и телевидении. На рубеже 1980-х и 1990-х годов дорогие фирменные графические системы британской Quantel были довольно обычным явлением во многих телестудиях, Рабочие станции Quantel были графическим стандартом вещания своего времени.
С уменьшением стоимости производства графики движения на компьютере она получила более широкое применение. Со способностью таких компьютерных программ, как Adobe After Effects, Discreet Combustion и Apple Motion, она стала ещё более доступной.
Символьный генератор «Astons» от Aston Broadcast Systems, как и от Chyron Corporation, включают графику движения.
Сам термин «графика движения» был популяризован книгой об использовании Adobe After Effects Криса и Триш Мейер (Chris & Trish Meyer) под названием «Creating Motion Graphics». Это стало началом популярности компьютерных приложений, которые специализировались на производстве видео, но не были видеоредакторами или 3D-редакторами. Эти новые программы собрали вместе специальные эффекты, композитинг (соединение нескольких изображений для получения одного) и наборы инструментов для цветокоррекции и первоначально появились между обычным редактированием и 3D-технологиями. Этот «посредник» и есть понятие графики движения и конечный стиль анимации, именно поэтому иногда его называют 2.5D.

## История
В 1960 году Джон Уитни одним из первых признал место моушн-дизайна в мире и начал использовать термин в разговорной речи. Название его компании: Motion Graphics Inc. Так же первыми людьми, начавшими создавать моушн графику, были Сол Басс и Элейн Басс. Пионеры в художественных фильмах, чьи работы включают «Человек с золотой рукой» (1955), «Головокружение» (1958), «Психо» (1960) . По своей сути, основа всей работы Саула и Элейн — это использование простой графики, чтобы передать настроение фильма.
Графика движения продолжает развиваться как форма искусства, объединяя sweeping camera paths и 3D-элементы. Несмотря на их относительную сложность, продукты Autodesk и 3D Studio Max широко используются в анимации и дизайне графики движения.

## Технологии
Технологические достижения в течение XX и XXI веков сильно повлияли на эту область. Главным среди них является усовершенствование современных компьютерных технологий, поскольку компьютерные программы для кино и видеоиндустрии стали более мощными и более доступными в этот период. Так же сами компьютеры стали более мощными и более доступными для отдельных специалистов. Современный моушн-дизайн обычно включает в себя любой из нескольких компьютеризированных инструментов и процессов.
Adobe After Effects — одна из ведущих компьютерных программ, используемых современными моушн-дизайнерами, которая позволяет пользователю со временем создавать и изменять графику.
Другим относительно недавним продуктом, используемым на рынке, является Apple Motion[уточнить] компании Apple Inc. Motion, которая теперь является частью Final Cut Studio.
Maxon Cinema4D, имеет встроенные инструменты для создания движущейся графики, такие как собственный плагин MoGraph или ICE of Softimage, которые также можно использовать для аналогичных целей.
Adobe Flash также ранее широко использовался для создания моушн-дизайна, в частности, для Интернета, где он иногда используется в веб-дизайне, а также в некоторых анимационных продуктов, таких как Homestar Runner.
Houdini — 3D-пакет, который традиционно использовали для создания эффектов в кино и компьютерных игр, в последнее время стремительно набрал обороты среди моушн-дизайнеров, и занял своё место и в этом направлении тоже.

## Прочее
Национальный день моушн дизайна — 2 Декабря. В связи с тем, что 2D- и 3D-дизайн традиционно отмечает свой праздник в эти числа, 2 и 3 декабря соответственно.